# 浅井正
浅井正（日语：／ Asai Tadashi，1935年11月28日—1990年1月6日），日本男子摔跤运动员。他曾代表日本参加1962年亚洲运动会摔跤比赛，获得一枚金牌。他也曾参加1956年和1960年夏季奥林匹克运动会。